# アーネスト・リュッフ駅
アーネスト・リュッフ駅（カタルーニャ語：Estació d'Ernest Lluch、スペイン語：Estación de Ernest Lluch）はスペインのカタルーニャ州バルセロナ県バルセロナラス・コルツにある、バルセロナ交通局（TMB）の駅。バルセロナ地下鉄5号線とトランバイシュ（トラム）T1・T2・T3号線が乗り入れている。

## 歴史
トランバイシュ（トラム）の駅は2004年4月3日に開業し、2010年1月まではサン・ラモンという駅名であった。開業当初トラムの駅はカミ・デ・ラ・トーレ・メリーナ（Camí de la Torre Melina）にあったが、2008年8月末に現在の場所に移設された。
地下鉄の駅は元々は2014年に開業予定であったが、結局は2021年7月25日に開業した。。

## 駅構造

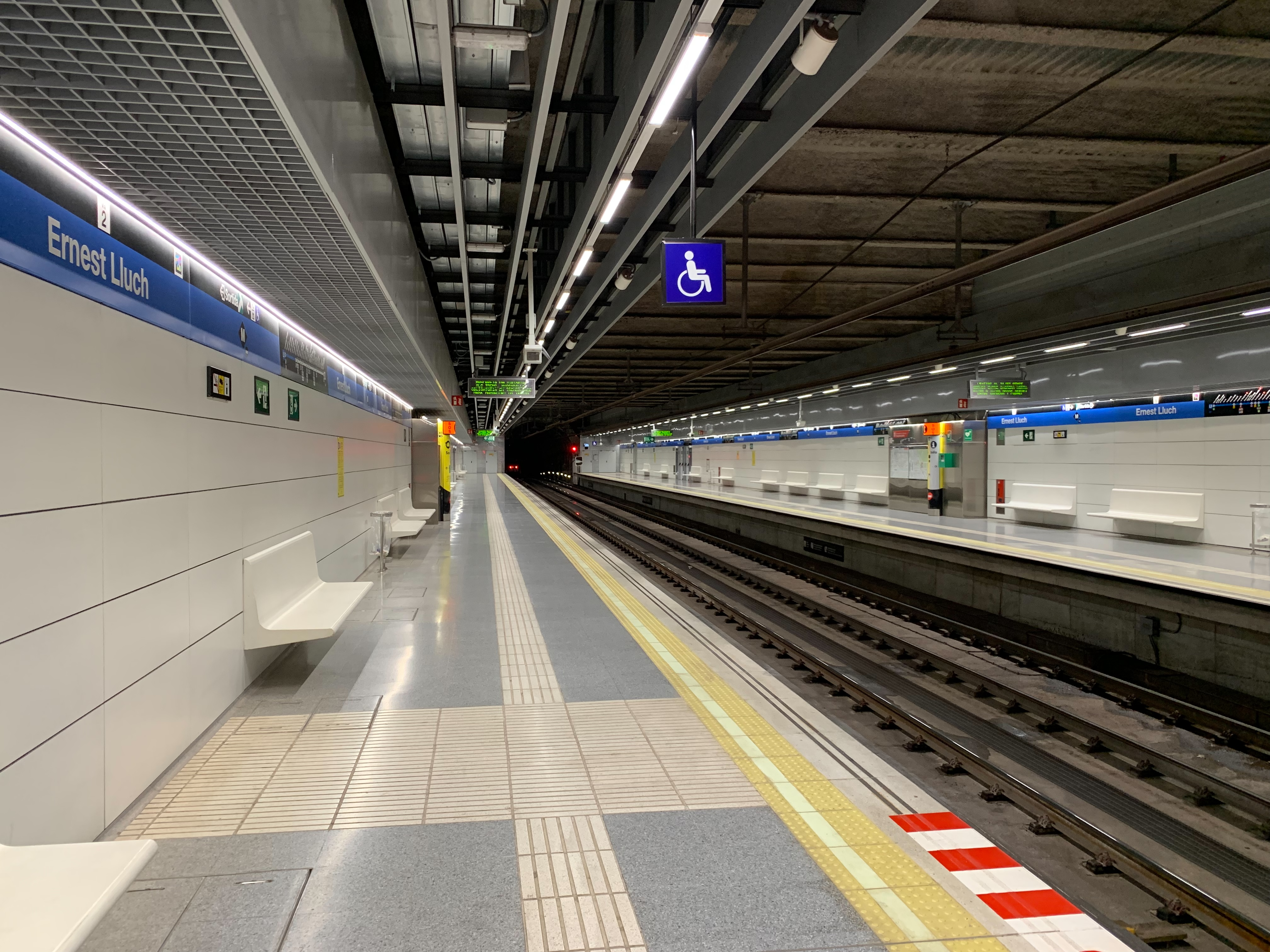
5号線ホーム

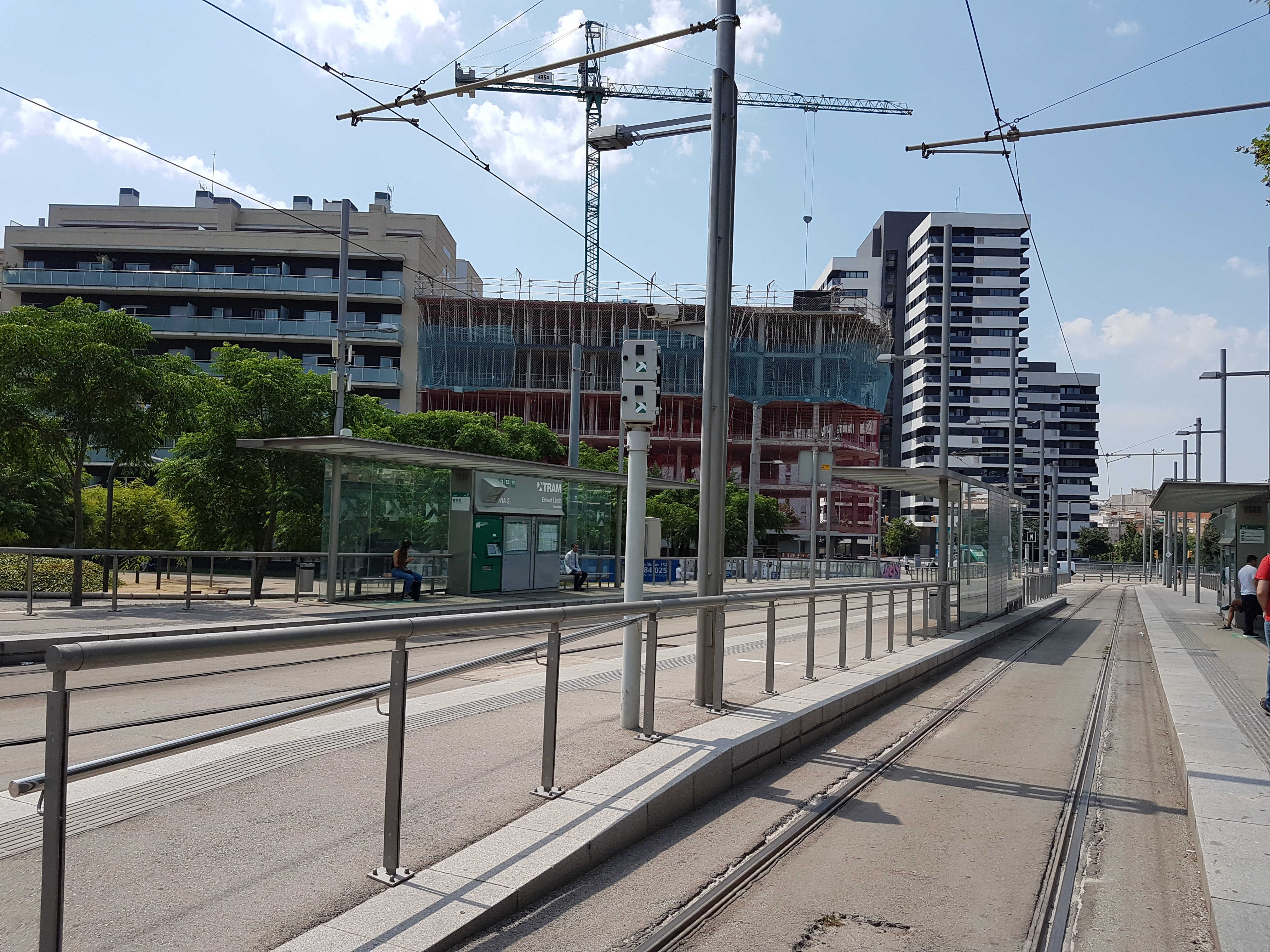
トラムホーム

5号線はコルブランク通りの地下に駅施設がある、相対式ホーム2面2線の地下駅。
トランバイシュの駅は相対式ホーム2面2線に単式ホーム1面1線を隣り合わせにした、合計3面3線の地上駅。

## 駅周辺
- 聖人墓地（カタルーニャ語版）
- パウ・ロメバ学校

## 隣の駅
バルセロナ交通局
 地下鉄5号線
プビヤ・カザス駅 - アーネスト・リュッフ駅 - コルブランク駅
 トラムT1号線、 トラムT2号線、 トラムT3号線
アヴィングーダ・デ・シリ駅 - アーネスト・リュッフ駅 - カン・リガル駅